# Leetze
Leetze ist ein Ortsteil der Gemeinde Kuhfelde im Altmarkkreis Salzwedel in Sachsen-Anhalt.

## Geographie
Leetze, ein Haufendorf mit Kirche, liegt etwa vier Kilometer südwestlich von Kuhfelde und 12 km südwestlich der Kreisstadt Salzwedel in der Altmark. Nordöstlich des Dorfes liegt die Kiesgrube Heidberg.

## Geschichte

### Mittelalter bis Neuzeit
Leetze hat sich von einem Sackgassendorf zu einem Haufendorf entwickelt.
Die erste urkundliche Erwähnung als Letze stammt aus dem Jahre 1344, als Markgraf Ludwig dem Kloster Dambeck Hebungen aus mehreren Dörfern überlässt. Im Landbuch der Mark Brandenburg von 1375 wird das Dorf ebenfalls als Letze mit 18 Hufen aufgeführt, wegen ihrer Armut mussten die 18 Höfe keine Abgaben an das Kloster leisten. Weitere Nennungen sind 1438 tor Letzen, 1687 Leetze und so auch 1804 Leetze, Dorf mit 10 Feuerstellen und 18 Hufen.

### Archäologie
Im Oktober 1893 hatte Joachim Rokohl beim Anlegen einer Kartoffelmiete westlich des Dorfes in einer Steinsetzung drei Kugeltöpfe gefunden. In einem davon waren in einem Lederbeutel 201 Münzen aus dem 10. Jahrhundert. Einige Münzen sind im Münzkabinett der Staatlichen Museen zu Berlin überliefert.

### Landwirtschaft
Im Jahre 1952 wurde in der Gemeinde Heidberg die erste Landwirtschaftliche Produktionsgenossenschaft vom Typ III gegründet, die LPG „Frischer Wind“ in Leetze. 1966 wurde in Heidberg eine Zwischengenossenschaftliche Einrichtung, die ZGE (Geflügel) „Fortschritt“, gegründet, die 1973 an die LPG „Frischer Wind“ angeschlossen wurde. 1975 entstand aus der LPG in Leetze, der LPG „Eichengrund“ Bierstedt, der LPG „Einigkeit“ Mehmke und LPG „V. Parteitag“ Hohengrieben die LPG (T) „Einigkeit“ Bierstedt.

### Herkunft des Ortsnamens
Heinrich Sültmann leitet den Namen ausgehend von 1375 Letze, 1438 tor letzen aus dem slawischen Wort „laze, lozow“ für „Rodung“ oder „lese, lessen“ für „Wald“ ab und übersetzt zu „Waldrodung“.
Aleksander Brückner erkennt im Namen das altslawische Wort „lêsъ“ für „Wald“.

### Eingemeindungen
Leetze gehörte ursprünglich zum Salzwedelischen Kreis der Mark Brandenburg in der Altmark. Von 1807 bis 1813 lag es im Kanton Beetzendorf auf dem Territorium des napoleonischen Königreichs Westphalen. Nach weiteren Änderungen kam es 1816 in den Kreis Salzwedel, den späteren Landkreis Salzwedel im Regierungsbezirk Magdeburg in der Provinz Sachsen in Preußen.
Mit der Auflösung des Gutsbezirks Tylsen am 30. September 1928 wurde das Vorwerk Wötz mit der Landgemeinde Leetze vereinigt.
Am 20. Juli 1950 wurden die Gemeinde Leetze (mit ihrem Ortsteil Wötz) und die Gemeinde Hohenlangenbeck aus dem Landkreis Salzwedel zur neuen Gemeinde Heidberg zusammengeschlossen. Am 1. März 1973 wurde die Gemeinde Heidberg aus dem Kreis Salzwedel in die Gemeinde Siedenlangenbeck eingemeindet. So kamen die Heidberger Ortsteile Leetze und Wötz zu Siedenlangenbeck. Am 1. Juli 2009 wurde Siedenlangenbeck in Kuhfelde eingemeindet. Damit kamen die Ortsteile Leetze und Wötz zur Gemeinde Kuhfelde.

### Einwohnerentwicklung
| Jahr | Einwohner |
| ---- | --------- |
| 1734 | 41        |
| 1774 | 49        |
| 1789 | 46        |
| 1798 | 53        |
| 1801 | 54        |
| 1818 | 53        |

| Jahr | Einwohner |
| ---- | --------- |
| 1840 | 089       |
| 1864 | 111       |
| 1871 | 106       |
| 1885 | 102       |
| 1892 | [00]108   |
| 1895 | 091       |

| Jahr | Einwohner |
| ---- | --------- |
| 1900 | [00]090   |
| 1905 | 083       |
| 1910 | [00]087   |
| 1925 | 141       |
| 1939 | 118       |
| 1946 | 225       |

| Jahr | Einwohner |
| ---- | --------- |
| 2015 | [00]102   |
| 2018 | [00]094   |
| 2020 | [00]096   |
| 2021 | [00]096   |
| 2022 | [09]088   |
| 2023 | [0]088    |

Quelle, wenn nicht angegeben, bis 1946:

## Religion
Die evangelische Kirchengemeinde Leetze, die früher zur Pfarrei Kuhfelde gehörte, gehört heute zum Kirchspiel Kuhfelde und zum Pfarrbereich Salzwedel, St. Katharinen des Kirchenkreises Salzwedel im Bischofssprengel Magdeburg der Evangelischen Kirche in Mitteldeutschland.

## Kultur und Sehenswürdigkeiten

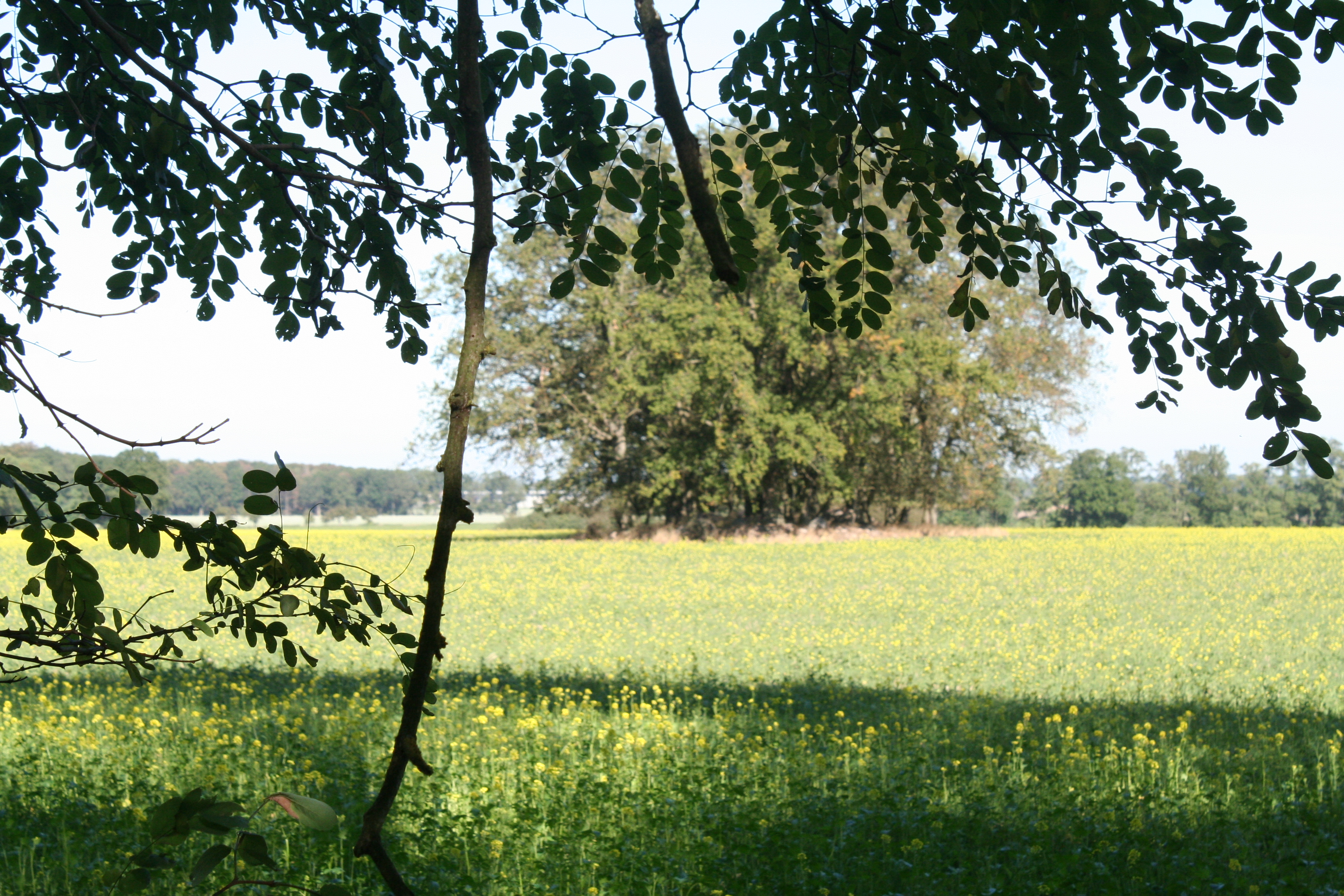
Großsteingrab Leetze 3

- Die Dorfkirche in Leetze ist ein kleiner neogotischer Rechteckbau aus Feldstein mit Backsteingiebeln aus dem Ende des 19. Jahrhunderts.[22] Die Kirche war eine Filialkirche der Kirche in Kuhfelde.[23]
- Die Großsteingräber bei Leetze sind eine Gruppe von acht noch weitgehend erhaltenen jungsteinzeitlichen Megalithanlagen der Trichterbecherkultur.

## Verkehrsanbindung
Das Dorf liegt unweit westlich der Bundesstraße 248, die das Gemeindegebiet von Kuhfelde von Südwesten nach Nordosten durchquert und unter anderem von Rohrberg nach Salzwedel führt. Die in der Nähe liegende Bahnstrecke Oebisfelde–Salzwedel ist stillgelegt.

## Wirtschaft
- Kieswerk Heidberg